# Castello di Stefanago
Il Castello di Stefanago è una fortificazione situata nel comune italiano di Borgo Priolo, in provincia di Pavia. L'edificio è posto in posizione dominante su un'altura tra la valle del Coppa e dello Schizzola, nell'Oltrepò Pavese.

## Storia
Il nucleo più antico del castello è la torre, risalente all'XI secolo. Divenne proprietà nel 1317 dei Corti o De Curti (una famiglia aristocratica di parte ghibellina di Pavia) che nel corso del secolo lo ampliarono con la costruzione dell’ala sud, il complesso viene completato nel XVII secolo. Verso il 1477 Giovanni Corti fece restaurare il complesso, mentre nel 1647 Matteo e Tommaso Corti fecero fondere una campana in bronzo. Durante questo secolo passa dai Corti alla famiglia Rossi e nell'800 ai conti Baruffaldi, che tuttora lo possiedono.

## Struttura
La caratteristica di questo castello è un'alta e  a base quadrata costruita in pietra, probabilmente di costruzione precedente al resto della fortificazioni, ha un portale d'ingresso, è dotata di feritoie e di finestre con arco a tutto sesto. L'edificio principale ha forma ad elle, è realizzato in laterizio su basamento in pietra, con finestre in cotto ad arco acuto. Ospita delle sale ben conservate, la prigione, il cortile nobile e l'oratorio. All'esterno vi è un ben tenuto giardino all'italiana. Il castello, sede di un'azienda vitivinicola, viene aperto al pubblico in occasione di alcune manifestazioni.